# Vooremägi
Vooremägi är ett berg i Estland.   Det ligger i landskapet Tartumaa, i den sydöstra delen av landet, 180 km sydost om huvudstaden Tallinn. Toppen på Vooremägi är 139 meter över havet, eller 66 meter över den omgivande terrängen. Bredden vid basen är 3,4 km.
Terrängen runt Vooremägi är huvudsakligen platt. Runt Vooremägi är det glesbefolkat, med 11 invånare per kvadratkilometer. Närmaste större samhälle är Dorpat, 14,5 km nordväst om Vooremägi. Omgivningarna runt Vooremägi är en mosaik av jordbruksmark och naturlig växtlighet.